# Андрынки
Андрынки (в старину также Дрынки) — деревня в Брасовском районе Брянской области, в составе Веребского сельского поселения. 
 Расположена в 1,5 км к западу от села Чаянка. Постоянное население с 2005 года отсутствует.

## История
Упоминается с XVII века в составе Самовской волости Карачевского уезда; в 1778—1782 в Луганском уезде. С 1782 по 1928 гг. — в Дмитровском уезде Орловской губернии (с 1861 — в составе Хотеевской волости, с 1923 в Глодневской волости). Бывшее владение Небольсиных; относилась к приходу села Чаянки.
С 1929 года — в Брасовском районе. С 1920-х гг. до 2005 года входила в Чаянский сельсовет.
| Годы      | 1858 | 1866 | 1893 | 1923 | 1979 | 1989 | 2002 | 2010 |
| --------- | ---- | ---- | ---- | ---- | ---- | ---- | ---- | ---- |
| Население | 86   | 111  | 129  | 350  | 62   | 36   | 3    | 0    |